# Transnational Institute
Das Transnational Institute (TNI) ist ein internationaler Thinktank, der 1974 in Amsterdam gegründet wurde. Laut seiner Website setzt es sich für eine „gerechte, demokratische und nachhaltige Welt“ ein.

## Geschichte
Das TNI wurde 1974 in Amsterdam gegründet und war zunächst der internationale Arm des in den Vereinigten Staaten angesiedelten Institute for Policy Studies, bevor es ein eigenständiger Thinktank wurde. Eqbal Ahmad war der erste Direktor der Denkfabrik.
In 1976 wurde Orlando Letelier zum Direktor ernannt, der aber im selben Jahr vom chilenischen Geheimdienst auf Anweisung von Diktator Augusto Pinochet ermordet wurde.
Als Direktor folgte Basker Vashee aus Simbabwe, der dem Institut einen Fokus auf afrikanischen Befreiungsbewegungen gab. Ihm folgten Ariane van Buren 1986 und die aus Südafrika stammende Fiona Dove 1996.
Präsidentin des Transnational Institute ist die Politikwissenschaftlerin und Aktivistin Susan George.
Über die Jahre unterstützte die Denkfabrik verschiedenste soziale Bewegungen und Aktivisten in unterschiedlichen Ländern. Das Institut ist noch immer in Amsterdam ansässig und hat etwa 25–30 fest angestellte Mitarbeiter.

## Arbeit
Das TNI veröffentlicht Studien, Artikel, Bücher sowie Multimediaprojekte und organisiert Seminare und Debatten. Zu seinen Mitgliedern gehören Aktivisten, Forscher, Schriftsteller, Wissenschaftler, Journalisten und Dokumentarfilmer. Die Arbeit der Organisation ist in die Programme Real Utopias, Frontiers of Capitalism, und War and Pacification gegliedert. Ein zusätzliches Programm fokussiert sich komplett auf Myanmar und der Knowledge Hub dient als Schnittstelle für aufkommende Themen.
Die Denkfabrik arbeitet unter anderem an folgenden Themen:
- Klimagerechtigkeit
- Demokratische Energiepolitik ('Energy Democracy')
- Just Transition
- Agrarökologie
- Land-, Wasser- und Ozeanraub
- Rekommunalisierung
- Demokratische öffentliche Dienstleistungen
- Grenz- und Migrationspolitik
- Aufrüstung
- Klimasicherheit
- Drogenpolitik, und die Legalisierung von Drogen wie Cannabis
- Drogen und Konflikte
- Investitionsabkommen, ISDS und Energiecharta
- Macht und Straffreiheit von Konzernen
- Multi-Stakeholder-Ansätze

Die kanadische Autorin Naomi Klein sagte über den Thinktank: „Nur wenigen Organisationen gelingt es, die verschiedenen Bereiche der sozialen Bewegungen, der Wissenschaft und der Politik so effektiv miteinander zu verbinden. Die Erfolge des TNI sind zum Teil darauf zurückzuführen, dass es stets im Rahmen von Partnerschaften arbeitet, und es scheint ihm zu gelingen, die richtigen Partnerschaften zu schmieden, um seine Effektivität zu verstärken und zu vervielfachen.“